# Dilinosa
Dilinosa is een geslacht van kevers uit de familie bladkevers (Chrysomelidae).
De wetenschappelijke naam van het geslacht werd in 1906 gepubliceerd door Julius Weise.

## Soorten
- Dilinosa acutipennis Laboissiere, 1922
- Dilinosa fallax Weise, 1906